# Lina Romay
Lina Romay, född som Rosa María Almirall Martínez 23 juni 1954 i Barcelona, död 15 februari 2012 i Málaga, var en spansk skådespelerska, som medverkat i mer än 100 filmer, varav de flesta regisserade av Jess Franco.
Romay föddes i Barcelona och hon var tidigt intresserad av teater. Hon saknade skådespelarutbildning men medverkade i amatörteater.  Hon var gift med Ramon Ardid (känd som Raymond Hardy) Hon träffade Jess Franco i början av 1970-talet. Efter att Francos fru lämnat honom och Romays skiljt sig blev hon och Franco ett par, vilket de förblev till hennes död. Deras första film tillsammans var Relax Baby (1973) som aldrig distribuerades. Bland Romays mest kända filmer är Female Vampire (1973) Barbed Wire Dolls (1976), Jack the Ripper (1976) och Ilsa, the Wicked Warden (1977). Hon gjorde ingen hemlighet om att vara exhibitionist och medverkade även i pornografiska filmer.
Sitt artistnamn tog hon från jazzsångerskan Lina Romay (1919-2010). Romay använde också ett flertal andra namn, såsom Candy Coster
Romay avled av cancer den 15 februari 2012.